# Lijst van Tweede Kamerleden 2010-2012

De zetelverdeling van de Tweede Kamer na de Tweede Kamerverkiezingen van 2010:
SP: 15
PvdD: 2
PvdA: 30
GL: 10
D66: 10
VVD: 31
SGP: 2
CU: 5
CDA: 21
PVV: 24

Het artikel samenstelling Tweede Kamer 2010-2012 bevat de lijst van leden van de Tweede Kamer van de Nederlandse Staten-Generaal in de periode tussen de Tweede Kamerverkiezingen van 9 juni 2010 en die van 12 september 2012. De zittingsperiode ging in op 17 juni 2010 en eindigde op 19 september 2012.

## Lijst
| Naam                            | Fractie         | Fractie      | Begindatum        | Einddatum         | Ref     |
| ------------------------------- | --------------- | ------------ | ----------------- | ----------------- | ------- |
| Fleur Agema                     |                 | PVV          | 17 juni 2010      | 19 september 2012 | [ 2 ]   |
| Nebahat Albayrak                |                 | PvdA         | 17 juni 2010      | 11 april 2011     | [ 3 ]   |
| Nebahat Albayrak                | 2 augustus 2011 | PvdA         | 19 september 2012 |                   | [ 3 ]   |
| Charlie Aptroot                 |                 | VVD          | 17 juni 2010      | 19 september 2012 | [ 4 ]   |
| Khadija Arib                    |                 | PvdA         | 17 juni 2010      | 19 september 2012 | [ 5 ]   |
| Tamara van Ark                  |                 | VVD          | 17 juni 2010      | 19 september 2012 | [ 6 ]   |
| Joop Atsma                      |                 | CDA          | 17 juni 2010      | 13 oktober 2010   | [ 7 ]   |
| Malik Azmani                    |                 | VVD          | 17 juni 2010      | 19 september 2012 | [ 8 ]   |
| Farshad Bashir                  |                 | SP           | 17 juni 2010      | 19 september 2012 | [ 9 ]   |
| Willibrord van Beek             |                 | VVD          | 17 juni 2010      | 19 september 2012 | [ 10 ]  |
| Harm Beertema                   |                 | PVV          | 17 juni 2010      | 19 september 2012 | [ 11 ]  |
| Jhim van Bemmel                 |                 | PVV          | 17 juni 2010      | 19 september 2012 | [ 12 ]  |
| Ybeltje Berckmoes-Duindam       |                 | VVD          | 9 november 2011   | 19 september 2012 | [ 13 ]  |
| Niels van den Berge             |                 | GL           | 12 januari 2011   | 10 maart 2011     | [ 14 ]  |
| Magda Berndsen                  |                 | D66          | 17 juni 2010      | 19 september 2012 | [ 15 ]  |
| Ank Bijleveld                   |                 | CDA          | 17 juni 2010      | 31 december 2010  | [ 16 ]  |
| Marja van Bijsterveldt          |                 | CDA          | 17 juni 2010      | 13 oktober 2010   | [ 17 ]  |
| Jack Biskop                     |                 | CDA          | 26 oktober 2010   | 19 september 2012 | [ 18 ]  |
| Elly Blanksma-van den Heuvel    |                 | CDA          | 17 juni 2010      | 19 september 2012 | [ 19 ]  |
| Stef Blok                       |                 | VVD          | 17 juni 2010      | 19 september 2012 | [ 20 ]  |
| Bas Jan van Bochove             |                 | CDA          | 26 oktober 2010   | 19 september 2012 | [ 21 ]  |
| Louis Bontes                    |                 | PVV          | 17 juni 2010      | 19 september 2012 | [ 22 ]  |
| Betty de Boer                   |                 | VVD          | 17 juni 2010      | 19 september 2012 | [ 23 ]  |
| Harry van Bommel                |                 | SP           | 17 juni 2010      | 19 september 2012 | [ 24 ]  |
| Martin Bosma                    |                 | PVV          | 17 juni 2010      | 19 september 2012 | [ 25 ]  |
| André Bosman                    |                 | VVD          | 17 juni 2010      | 19 september 2012 | [ 26 ]  |
| Lea Bouwmeester                 |                 | PvdA         | 17 juni 2010      | 19 september 2012 | [ 27 ]  |
| Bruno Braakhuis                 |                 | GL           | 17 juni 2010      | 19 september 2012 | [ 28 ]  |
| Hero Brinkman                   |                 | PVV          | 17 juni 2010      | 20 maart 2012     | [ 29 ]  |
| Hero Brinkman                   |                 | Lid-Brinkman | 20 maart 2012     | 19 september 2012 | [ 29 ]  |
| Han ten Broeke                  |                 | VVD          | 17 juni 2010      | 19 september 2012 | [ 30 ]  |
| Hanke Bruins Slot               |                 | CDA          | 17 juni 2010      | 19 september 2012 | [ 31 ]  |
| Brigitte van der Burg           |                 | VVD          | 17 juni 2010      | 19 september 2012 | [ 32 ]  |
| Ingrid de Caluwé                |                 | VVD          | 1 juni 2011       | 19 september 2012 | [ 33 ]  |
| Metin Çelik                     |                 | PvdA         | 17 juni 2010      | 19 september 2012 | [ 34 ]  |
| Job Cohen                       |                 | PvdA         | 17 juni 2010      | 28 februari 2012  | [ 35 ]  |
| Coskun Çörüz                    |                 | CDA          | 17 juni 2010      | 28 februari 2012  | [ 36 ]  |
| Martijn van Dam                 |                 | PvdA         | 17 juni 2010      | 19 september 2012 | [ 37 ]  |
| Tjeerd van Dekken               |                 | PvdA         | 17 juni 2010      | 19 september 2012 | [ 38 ]  |
| Ineke Dezentjé Hamming-Bluemink |                 | VVD          | 17 juni 2010      | 8 november 2011   | [ 39 ]  |
| Tofik Dibi                      |                 | GL           | 17 juni 2010      | 19 september 2012 | [ 40 ]  |
| Teun van Dijck                  |                 | PVV          | 17 juni 2010      | 19 september 2012 | [ 41 ]  |
| Jasper van Dijk                 |                 | SP           | 17 juni 2010      | 19 september 2012 | [ 42 ]  |
| Elbert Dijkgraaf                |                 | SGP          | 17 juni 2010      | 19 september 2012 | [ 43 ]  |
| Klaas Dijkhoff                  |                 | VVD          | 17 juni 2010      | 19 september 2012 | [ 44 ]  |
| Sharon Dijksma                  |                 | PvdA         | 17 juni 2010      | 17 januari 2012   | [ 45 ]  |
| Sharon Dijksma                  | 8 mei 2012      | PvdA         | 19 september 2012 |                   | [ 45 ]  |
| Pia Dijkstra                    |                 | D66          | 17 juni 2010      | 19 september 2012 | [ 46 ]  |
| Jeroen Dijsselbloem             |                 | PvdA         | 17 juni 2010      | 19 september 2012 | [ 47 ]  |
| Sjoera Dikkers                  |                 | PvdA         | 17 juni 2010      | 19 september 2012 | [ 48 ]  |
| Willie Dille                    |                 | PVV          | 17 juni 2010      | 19 september 2012 | [ 49 ]  |
| Johan Driessen                  |                 | PVV          | 17 juni 2010      | 19 september 2012 | [ 50 ]  |
| Angelien Eijsink                |                 | PvdA         | 17 juni 2010      | 19 september 2012 | [ 51 ]  |
| Ton Elias                       |                 | VVD          | 17 juni 2010      | 19 september 2012 | [ 52 ]  |
| André Elissen                   |                 | PVV          | 17 juni 2010      | 19 september 2012 | [ 53 ]  |
| Arjan El Fassed                 |                 | GL           | 17 juni 2010      | 19 september 2012 | [ 54 ]  |
| Kathleen Ferrier                |                 | CDA          | 17 juni 2010      | 19 september 2012 | [ 55 ]  |
| Sietse Fritsma                  |                 | PVV          | 17 juni 2010      | 19 september 2012 | [ 56 ]  |
| Ineke van Gent                  |                 | GL           | 17 juni 2010      | 19 september 2012 | [ 57 ]  |
| Karen Gerbrands                 |                 | PVV          | 17 juni 2010      | 19 september 2012 | [ 58 ]  |
| Henk van Gerven                 |                 | SP           | 17 juni 2010      | 19 september 2012 | [ 59 ]  |
| Sharon Gesthuizen               |                 | SP           | 17 juni 2010      | 19 september 2012 | [ 60 ]  |
| Rik Grashoff                    |                 | GL           | 23 november 2010  | 19 september 2012 | [ 61 ]  |
| Dion Graus                      |                 | PVV          | 17 juni 2010      | 19 september 2012 | [ 62 ]  |
| Ed Groot                        |                 | PvdA         | 17 juni 2010      | 19 september 2012 | [ 63 ]  |
| Wassila Hachchi                 |                 | D66          | 17 juni 2010      | 19 september 2012 | [ 64 ]  |
| Sybrand van Haersma Buma        |                 | CDA          | 17 juni 2010      | 19 september 2012 | [ 65 ]  |
| Femke Halsema                   |                 | GL           | 17 juni 2010      | 11 januari 2011   | [ 66 ]  |
| Boris van der Ham               |                 | D66          | 17 juni 2010      | 19 september 2012 | [ 67 ]  |
| Mariëtte Hamer                  |                 | PvdA         | 17 juni 2010      | 19 september 2012 | [ 68 ]  |
| Mark Harbers                    |                 | VVD          | 17 juni 2010      | 19 september 2012 | [ 69 ]  |
| Maarten Haverkamp               |                 | CDA          | 26 oktober 2010   | 19 september 2012 | [ 70 ]  |
| Anja Hazekamp                   |                 | PvdD         | 24 januari 2012   | 13 mei 2012       | [ 71 ]  |
| Pierre Heijnen                  |                 | PvdA         | 17 juni 2010      | 19 september 2012 | [ 72 ]  |
| Lilian Helder                   |                 | PVV          | 17 juni 2010      | 19 september 2012 | [ 73 ]  |
| Jeanine Hennis-Plasschaert      |                 | VVD          | 17 juni 2010      | 19 september 2012 | [ 74 ]  |
| Marcial Hernandez               |                 | PVV          | 17 juni 2010      | 3 juli 2012       | [ 75 ]  |
| Marcial Hernandez               |                 | GrKH         | 3 juli 2012       | 19 september 2012 | [ 75 ]  |
| Eddy van Hijum                  |                 | CDA          | 17 juni 2010      | 19 september 2012 | [ 76 ]  |
| Myrthe Hilkens                  |                 | PvdA         | 12 april 2011     | 1 augustus 2011   | [ 77 ]  |
| Myrthe Hilkens                  | 17 januari 2012 | PvdA         | 19 september 2012 |                   | [ 77 ]  |
| Michiel Holtackers              |                 | CDA          | 30 juni 2011      | 19 september 2012 | [ 78 ]  |
| Johan Houwers                   |                 | VVD          | 26 oktober 2010   | 19 september 2012 | [ 79 ]  |
| Matthijs Huizing                |                 | VVD          | 26 oktober 2010   | 19 september 2012 | [ 80 ]  |
| Ewout Irrgang                   |                 | SP           | 17 juni 2010      | 19 september 2012 | [ 81 ]  |
| Lutz Jacobi                     |                 | PvdA         | 17 juni 2010      | 19 september 2012 | [ 82 ]  |
| Tanja Jadnanansing              |                 | PvdA         | 17 juni 2010      | 19 september 2012 | [ 83 ]  |
| Jan Kees de Jager               |                 | CDA          | 17 juni 2010      | 13 oktober 2010   | [ 84 ]  |
| Paulus Jansen                   |                 | SP           | 17 juni 2010      | 19 september 2012 | [ 85 ]  |
| Rik Janssen                     |                 | SP           | 12 januari 2011   | 13 april 2011     | [ 86 ]  |
| Cisca Joldersma                 |                 | CDA          | 17 januari 2012   | 22 april 2012     | [ 87 ]  |
| Léon de Jong                    |                 | PVV          | 17 juni 2010      | 19 september 2012 | [ 88 ]  |
| Sadet Karabulut                 |                 | SP           | 17 juni 2010      | 10 januari 2011   | [ 89 ]  |
| Sadet Karabulut                 | 14 april 2011   | SP           | 19 september 2012 |                   | [ 89 ]  |
| Jesse Klaver                    |                 | GL           | 17 juni 2010      | 19 september 2012 | [ 90 ]  |
| Joram van Klaveren              |                 | PVV          | 17 juni 2010      | 19 september 2012 | [ 91 ]  |
| Jetta Klijnsma                  |                 | PvdA         | 17 juni 2010      | 19 september 2012 | [ 92 ]  |
| Ab Klink                        |                 | CDA          | 17 juni 2010      | 6 september 2010  | [ 93 ]  |
| Raymond Knops                   |                 | CDA          | 17 juni 2010      | 19 september 2012 | [ 94 ]  |
| Nine Kooiman                    |                 | SP           | 17 juni 2010      | 19 september 2012 | [ 95 ]  |
| Wouter Koolmees                 |                 | D66          | 17 juni 2010      | 19 september 2012 | [ 96 ]  |
| Ger Koopmans                    |                 | CDA          | 17 juni 2010      | 19 september 2012 | [ 97 ]  |
| Ad Koppejan                     |                 | CDA          | 17 juni 2010      | 19 september 2012 | [ 98 ]  |
| Wim Kortenoeven                 |                 | PVV          | 17 juni 2010      | 2 juli 2012       | [ 99 ]  |
| Wim Kortenoeven                 |                 | GrKH         | 2 juli 2012       | 19 september 2012 | [ 99 ]  |
| Fatma Koşer Kaya                |                 | D66          | 17 juni 2010      | 19 september 2012 | [ 100 ] |
| Margot Kraneveldt               |                 | PvdA         | 10 april 2012     | 7 mei 2012        | [ 101 ] |
| Paul de Krom                    |                 | VVD          | 17 juni 2010      | 13 oktober 2010   | [ 102 ] |
| Attje Kuiken                    |                 | PvdA         | 17 juni 2010      | 19 september 2012 | [ 103 ] |
| Jeroen de Lange                 |                 | PvdA         | 25 januari 2012   | 19 september 2012 | [ 104 ] |
| René Leegte                     |                 | VVD          | 26 oktober 2010   | 19 september 2012 | [ 105 ] |
| John Leerdam                    |                 | PvdA         | 29 februari 2012  | 4 april 2012      | [ 106 ] |
| Renske Leijten                  |                 | SP           | 17 juni 2010      | 19 september 2012 | [ 107 ] |
| Bart de Liefde                  |                 | VVD          | 26 oktober 2010   | 19 september 2012 | [ 108 ] |
| Helma Lodders                   |                 | VVD          | 17 juni 2010      | 19 september 2012 | [ 109 ] |
| Anne-Wil Lucas-Smeerdijk        |                 | VVD          | 17 juni 2010      | 19 september 2012 | [ 110 ] |
| Eric Lucassen                   |                 | PVV          | 17 juni 2010      | 19 september 2012 | [ 111 ] |
| Ahmed Marcouch                  |                 | PvdA         | 17 juni 2010      | 19 september 2012 | [ 112 ] |
| Anouchka van Miltenburg         |                 | VVD          | 17 juni 2010      | 19 september 2012 | [ 113 ] |
| Jacques Monasch                 |                 | PvdA         | 17 juni 2010      | 19 september 2012 | [ 114 ] |
| Richard de Mos                  |                 | PVV          | 17 juni 2010      | 19 september 2012 | [ 115 ] |
| Anne Mulder                     |                 | VVD          | 17 juni 2010      | 19 september 2012 | [ 116 ] |
| Helma Neppérus                  |                 | VVD          | 17 juni 2010      | 19 september 2012 | [ 117 ] |
| Atzo Nicolaï                    |                 | VVD          | 17 juni 2010      | 31 mei 2011       | [ 118 ] |
| Cora van Nieuwenhuizen          |                 | VVD          | 17 juni 2010      | 19 september 2012 | [ 119 ] |
| Pieter Omtzigt                  |                 | CDA          | 26 oktober 2010   | 19 september 2012 | [ 120 ] |
| Henk Jan Ormel                  |                 | CDA          | 17 juni 2010      | 19 september 2012 | [ 121 ] |
| Cynthia Ortega                  |                 | CU           | 17 juni 2010      | 19 september 2012 | [ 122 ] |
| Esther Ouwehand                 |                 | PvdD         | 17 juni 2010      | 19 september 2012 | [ 123 ] |
| Alexander Pechtold              |                 | D66          | 17 juni 2010      | 19 september 2012 | [ 124 ] |
| Mariko Peters                   |                 | GL           | 17 juni 2010      | 22 november 2010  | [ 125 ] |
| Mariko Peters                   | 11 maart 2011   | GL           | 19 september 2012 |                   | [ 125 ] |
| Ronald Plasterk                 |                 | PvdA         | 17 juni 2010      | 19 september 2012 | [ 126 ] |
| Ronald van Raak                 |                 | SP           | 17 juni 2010      | 19 september 2012 | [ 127 ] |
| Jeroen Recourt                  |                 | PvdA         | 17 juni 2010      | 19 september 2012 | [ 128 ] |
| Emile Roemer                    |                 | SP           | 17 juni 2010      | 19 september 2012 | [ 129 ] |
| Raymond de Roon                 |                 | PVV          | 17 juni 2010      | 19 september 2012 | [ 130 ] |
| André Rouvoet                   |                 | CU           | 17 juni 2010      | 18 mei 2011       | [ 131 ] |
| Sander de Rouwe                 |                 | CDA          | 17 juni 2010      | 19 september 2012 | [ 132 ] |
| Mark Rutte                      |                 | VVD          | 17 juni 2010      | 13 oktober 2010   | [ 133 ] |
| Diederik Samsom                 |                 | PvdA         | 17 juni 2010      | 19 september 2012 | [ 134 ] |
| Jolande Sap                     |                 | GL           | 17 juni 2010      | 19 september 2012 | [ 135 ] |
| Afke Schaart                    |                 | VVD          | 17 juni 2010      | 19 september 2012 | [ 136 ] |
| Edith Schippers                 |                 | VVD          | 17 juni 2010      | 13 oktober 2010   | [ 137 ] |
| Carola Schouten                 |                 | CU           | 18 mei 2011       | 19 september 2012 | [ 138 ] |
| Gerard Schouw                   |                 | D66          | 17 juni 2010      | 19 september 2012 | [ 139 ] |
| James Sharpe                    |                 | PVV          | 17 juni 2010      | 18 november 2010  | [ 140 ] |
| Arie Slob                       |                 | CU           | 17 juni 2010      | 19 september 2012 | [ 141 ] |
| Pauline Smeets                  |                 | PvdA         | 17 juni 2010      | 19 september 2012 | [ 142 ] |
| Margreeth Smilde                |                 | CDA          | 17 juni 2010      | 19 september 2012 | [ 143 ] |
| Manja Smits                     |                 | SP           | 17 juni 2010      | 19 september 2012 | [ 144 ] |
| Janneke Snijder-Hazelhoff       |                 | VVD          | 17 juni 2010      | 19 september 2012 | [ 145 ] |
| Hans Spekman                    |                 | PvdA         | 17 juni 2010      | 24 januari 2012   | [ 146 ] |
| Kees van der Staaij             |                 | SGP          | 17 juni 2010      | 19 september 2012 | [ 147 ] |
| Mirjam Sterk                    |                 | CDA          | 17 juni 2010      | 19 september 2012 | [ 148 ] |
| Ard van der Steur               |                 | VVD          | 17 juni 2010      | 19 september 2012 | [ 149 ] |
| Karin Straus                    |                 | VVD          | 26 oktober 2010   | 19 september 2012 | [ 150 ] |
| Joost Taverne                   |                 | VVD          | 26 oktober 2010   | 19 september 2012 | [ 151 ] |
| Fred Teeven                     |                 | VVD          | 17 juni 2010      | 13 oktober 2010   | [ 152 ] |
| Marianne Thieme                 |                 | PvdD         | 17 juni 2010      | 23 januari 2012   | [ 153 ] |
| Marianne Thieme                 | 15 mei 2012     | PvdD         | 19 september 2012 |                   | [ 153 ] |
| Frans Timmermans                |                 | PvdA         | 17 juni 2010      | 19 september 2012 | [ 154 ] |
| Liesbeth van Tongeren           |                 | GL           | 17 juni 2010      | 19 september 2012 | [ 155 ] |
| Madeleine van Toorenburg        |                 | CDA          | 17 juni 2010      | 19 september 2012 | [ 156 ] |
| Sabine Uitslag                  |                 | CDA          | 17 juni 2010      | 22 december 2011  | [ 157 ] |
| Sabine Uitslag                  | 23 april 2012   | CDA          | 19 september 2012 |                   | [ 157 ] |
| Paul Ulenbelt                   |                 | SP           | 17 juni 2010      | 19 september 2012 | [ 158 ] |
| Eeke van der Veen               |                 | PvdA         | 17 juni 2010      | 19 september 2012 | [ 159 ] |
| Stientje van Veldhoven          |                 | D66          | 17 juni 2010      | 19 september 2012 | [ 160 ] |
| Gerdi Verbeet                   |                 | PvdA         | 17 juni 2010      | 19 september 2012 | [ 161 ] |
| Gerda Verburg                   |                 | CDA          | 17 juni 2010      | 29 juni 2011      | [ 162 ] |
| Maxime Verhagen                 |                 | CDA          | 17 juni 2010      | 13 oktober 2010   | [ 163 ] |
| Kees Verhoeven                  |                 | D66          | 17 juni 2010      | 19 september 2012 | [ 164 ] |
| Roos Vermeij                    |                 | PvdA         | 17 juni 2010      | 19 september 2012 | [ 165 ] |
| Roland van Vliet                |                 | PVV          | 17 juni 2010      | 19 september 2012 | [ 166 ] |
| Joël Voordewind                 |                 | CU           | 17 juni 2010      | 19 september 2012 | [ 167 ] |
| Linda Voortman                  |                 | GL           | 17 juni 2010      | 19 september 2012 | [ 168 ] |
| Frans Weekers                   |                 | VVD          | 17 juni 2010      | 13 oktober 2010   | [ 169 ] |
| Marieke van der Werf            |                 | CDA          | 11 januari 2011   | 19 september 2012 | [ 170 ] |
| Esmé Wiegman                    |                 | CU           | 17 juni 2010      | 19 september 2012 | [ 171 ] |
| Geert Wilders                   |                 | PVV          | 17 juni 2010      | 19 september 2012 | [ 172 ] |
| Jan de Wit                      |                 | SP           | 17 juni 2010      | 19 september 2012 | [ 173 ] |
| Agnes Wolbert                   |                 | PvdA         | 22 juni 2010      | 19 september 2012 | [ 174 ] |
| Erik Ziengs                     |                 | VVD          | 17 juni 2010      | 19 september 2012 | [ 175 ] |
| Halbe Zijlstra                  |                 | VVD          | 17 juni 2010      | 13 oktober 2010   | [ 176 ] |

## Bijzonderheden
- CDA'ers Jack de Vries en Jan Peter Balkenende zien om uiteenlopende redenen af van hun benoeming. In hun plaats werden op 17 juni 2010 Hanke Bruins Slot en Sander de Rouwe beëdigd.
- De Kiesraad maakte op 15 juni 2010 bekend dat twee kandidaat-Kamerleden gekozen waren verklaard met voorkeurstemmen terwijl hun plaats op de lijst niet hoog genoeg was om op basis daarvan verkozen te zijn: Pia Dijkstra (D66) en Sabine Uitslag (CDA). Een dag later werd bekendgemaakt dat Rita Verdonk (Trots op Nederland) en Lea Manders (Partij voor Mens en Spirit) voldoende voorkeurstemmen hadden behaald voor een Kamerzetel. Zij kwamen echter niet in aanmerking voor benoeming tot lid van de Kamer omdat hun partijen onvoldoende stemmen hadden gekregen om een zetel te bemachtigen.[177]

## Wijzigingen in de samenstelling
Onderstaand een overzicht van mutaties.

### Wijzigingen in 2010
- 6 september: CDA'er Ab Klink verliet de Tweede Kamer vanwege een volgens hem ontstane onwerkbare situatie binnen de CDA-fractie gedurende de kabinetsformatie. In zijn plaats werd op 7 september Raymond Knops beëdigd.
- 7 oktober: Mark Rutte werd als fractievoorzitter van VVD opgevolgd door Stef Blok.
- 14 oktober: Mark Rutte, Edith Schippers, Fred Teeven, Paul de Krom, Frans Weekers en Halbe Zijlstra (allen VVD), Maxime Verhagen, Jan Kees de Jager, Joop Atsma en Marja van Bijsterveldt (allen CDA) werden minister of staatssecretaris in het kabinet-Rutte I en nemen daarom afscheid van de Tweede Kamer. De vrijgekomen plaatsen werden ingenomen door René Leegte, Karin Straus, Joost Taverne, Johan Houwers, Bart de Liefde, Matthijs Huizing (allen VVD), Bas Jan van Bochove, Maarten Haverkamp, Pieter Omtzigt en Jack Biskop (allen CDA). Zij werden allen geïnstalleerd op 26 oktober.  Maxime Verhagen werd als fractievoorzitter van CDA op 14 oktober 2010 opgevolgd door Sybrand van Haersma Buma.
- 17 november: James Sharpe (PVV) verliet de Tweede Kamer. Ino van den Besselaar nam op 23 november de vrijgekomen plaats in.
- 22 november: Rik Grashoff (GroenLinks) werd tijdelijk Kamerlid, en verving Mariko Peters die met zwangerschapsverlof is. Hij wordt een dag later geïnstalleerd.
- 17 december: Femke Halsema (GroenLinks) stapte op als fractieleider; Jolande Sap volgt haar op.
- 23 december: Rik Janssen (SP) werd tijdelijk Tweede Kamerlid als vervanger van Sadet Karabulut in verband met haar zwangerschapsverlof. Vanwege het kerstreces vond de installatie plaats op 11 januari 2011.
- 31 december: Ank Bijleveld (CDA) verliet de Tweede Kamer in verband met haar benoeming tot Commissaris van de Koningin in Overijssel. Zij werd opgevolgd door Marieke van der Werf, die vanwege het kerstreces werd geïnstalleerd op 11 januari 2011.

### Wijzigingen in 2011
- 11 januari: Femke Halsema (GroenLinks) verliet de Tweede Kamer. Als gevolg hiervan werd het tijdelijke lidmaatschap van Rik Grashoff omgezet in een vast lidmaatschap.
- 12 januari: Niels van den Berge (GroenLinks) werd beëdigd als tijdelijke vervanger van Mariko Peters.
- 10 maart: Het tijdelijke lidmaatschap van Niels van den Berge verviel van rechtswege. Mariko Peters nam haar plaats als Kamerlid weer in.
- 12 april: Myrthe Hilkens (PvdA) werd beëdigd als Kamerlid als tijdelijke vervanger van Nebahat Albayrak die met zwangerschapsverlof was.
- 14 april: Het tijdelijke lidmaatschap van Rik Janssen verviel van rechtswege. Sadet Karabulut nam haar plaats als Kamerlid weer in.
- 17 mei: André Rouvoet (ChristenUnie) verliet de politiek en nam afscheid van de Tweede Kamer. Op 18 mei werd hij opgevolgd door Carola Schouten. Arie Slob nam het fractievoorzitterschap over van Rouvoet.
- 31 mei: Atzo Nicolaï (VVD) verliet  de Tweede Kamer vanwege de aanvaarding van een functie in het bedrijfsleven. Op 1 juni werd Ingrid de Caluwé als zijn opvolger geïnstalleerd.
- 29 juni: Gerda Verburg (CDA) verliet de Kamer in verband met haar benoeming tot permanent vertegenwoordiger van Nederland bij de Wereldvoedselorganisatie FAO. Op 30 juni werd Michiel Holtackers als haar opvolger geïnstalleerd.
- 1 augustus: Het tijdelijke lidmaatschap van Myrthe Hilkens verviel van rechtswege. Nebahat Albayrak nam haar plaats als Kamerlid weer in.
- 9 november: Ineke Dezentjé Hamming-Bluemink (VVD) verliet de Tweede Kamer vanwege de aanvaarding van de voorzittersfunctie van werkgeversorganisatie FME-CWM. Op dezelfde dag werd Ybeltje Berckmoes-Duindam als haar opvolger geïnstalleerd.

### Wijzigingen in 2012
- 17 januari: Cisca Joldersma (CDA) werd beëdigd als Kamerlid als tijdelijke vervanger van Sabine Uitslag die met zwangerschapsverlof was.
- 17 januari: Myrthe Hilkens (PvdA) werd beëdigd als Kamerlid als tijdelijke vervanger van Sharon Dijksma die met zwangerschapsverlof was.
- 24 januari: Hans Spekman (PvdA) verliet de Tweede Kamer vanwege zijn verkiezing tot partijvoorzitter van de PvdA. Op 25 januari werd Jeroen de Lange als zijn opvolger beëdigd.
- 24 januari: Anja Hazekamp (PvdD) werd beëdigd als Kamerlid als tijdelijke vervanger van Marianne Thieme die met zwangerschapsverlof was. Esther Ouwehand nam tijdens de afwezigheid van Thieme het fractievoorzitterschap over.
- 20 februari: Job Cohen (PvdA) stapte op als fractieleider. Hij werd - op tijdelijke basis - opgevolgd door Jeroen Dijsselbloem.
- 28 februari: Job Cohen verlaat de Tweede Kamer. Als gevolg hiervan werd het tijdelijke lidmaatschap van Myrthe Hilkens op 29 februari omgezet in een vast lidmaatschap.
- 29 februari: John Leerdam (PvdA) werd beëdigd als Kamerlid als tijdelijke vervanger van Sharon Dijksma.
- 20 maart: Jeroen Dijsselbloem werd als fractievoorzitter van PvdA opgevolgd door Diederik Samsom.
- 20 maart: Hero Brinkman stapte uit de PVV-fractie en ging als eenmansfractie verder.
- 4 april: John Leerdam (PvdA) verliet de Tweede Kamer naar aanleiding van een door hem gegeven radio-interview.
- 10 april: Margot Kraneveldt (PvdA) werd beëdigd als Kamerlid als opvolger van John Leerdam en als tijdelijke vervanger van Sharon Dijksma.
- 23 april: Het tijdelijke lidmaatschap van Cisca Joldersma verviel van rechtswege. Sabine Uitslag nam haar plaats als Kamerlid weer in.
- 8 mei: Het tijdelijke lidmaatschap van Margot Kraneveldt verviel van rechtswege. Sharon Dijksma nam haar plaats als Kamerlid weer in.
- 13 mei: Het tijdelijke lidmaatschap van Anja Hazekamp verviel van rechtswege. Marianne Thieme nam haar plaats als Kamerlid en fractievoorzitter weer in.
- 3 juli: Marcial Hernandez en Wim Kortenoeven verlieten de PVV-fractie. Zij gingen door als Groep Kortenoeven/Hernandez.
- 6 juli: Jhim van Bemmel verliet de PVV-fractie, maar vanwege het reces ontstond er geen nieuwe fractie.

1815-1818 ·
1818-1821 ·
1821-1824 ·
1824-1827 ·
1827-1830 ·
1830-1833 ·
1833-1836 ·
1836-1839 ·
1839-1842 ·
1842-1845 ·
1845-1848 ·
1848-1849 ·
1849-1850 ·
1850-1852 ·
1852-1853 ·
1853-1854 ·
1854-1856 ·
1856-1858 ·
1858-1860 ·
1860-1862 ·
1862-1864 ·
1864-1866 ·
1866 (sep) ·
1866-1868 ·
1868-1869 ·
1869-1871 ·
1871-1873 ·
1873-1875 ·
1875-1877 ·
1877-1879 ·
1879-1881 ·
1881-1883 ·
1883-1884 ·
1884-1886 ·
1886-1887 ·
1887-1888 ·
1888-1891 ·
1891-1894 ·
1894-1897 ·
1897-1901 ·
1901-1905 ·
1905-1909 ·
1909-1913 ·
1913-1917 ·
1917-1918 ·
1918-1922 ·
1922-1925 ·
1925-1929 ·
1929-1933 ·
1933-1937 ·
1937-1946 ·
1946-1948 ·
1948-1952 ·
1952-1956 ·
1956-1959 ·
1959-1963 ·
1963-1967 ·
1967-1971 ·
1971-1972 ·
1972-1977 ·
1977-1981 ·
1981-1982 ·
1982-1986 ·
1986-1989 ·
1989-1994 ·
1994-1998 ·
1998-2002 ·
2002-2003 ·
2003-2006 ·
2006-2010 ·
2010-2012 ·
2012-2017 ·
2017-2021 ·
2021-2023 ·
2023-heden
Overzicht historische zetelverdeling